# Peddiea lanceolata
Peddiea lanceolata är en tibastväxtart som beskrevs av Domke. Peddiea lanceolata ingår i släktet Peddiea och familjen tibastväxter. Inga underarter finns listade i Catalogue of Life.